# Ong Soo Han
Ong Soo Han (Batu Pahat, ...) è un attore, stuntman e artista marziale malese.

## Biografia
Attore e stuntman ed esperto di arti marziali in particolare Taekwondo, Han Soo Ong è nato a  Batu Pahat, in Malaysia; ha recitato in diversi film d'azione e arti marziali spesso come antagonista tra la fine degli anni 80 e gli anni 90 tra i quali possiamo ricordare Kickboxer - Il nuovo guerriero (1989) con Jean-Claude Van Damme, poi appare nei seguenti film: Il re dei kickboxers (1990) con Billy Blanks, Dragon - La storia di Bruce Lee con Jason Scott Lee, e non accreditato nel flop Street Fighter - Sfida finale (1994) ed in seguito appare nel film La prova (1996) entrambi ancora con Jean Claude Van Damme. Ha recitato inoltre come antagonista di Daniel Bernhardt in Colpi proibiti 2 (1996); ha poi lavorato nel film di arti marziali a basso costo Tiger Claws II (1996) accanto a Cynthia Rothrock ed è protagonista assieme a Roddy Piper del film d'azione Last to Surrender (1999); Ong inoltre lavora come istruttore di fitness al Four Seasons Hotel di Bangkok. Dal 1999 non è apparso più in nessuna produzione cinematografica e televisiva.

## Filmografia

### Attore
- Kickboxer - Il nuovo guerriero (Kickboxer), regia di Mark DiSalle e David Worth (1989)
- Il re dei kickboxers (The King of the Kickboxers), regia di Lucas Lowe (1990)
- Dragon - La storia di Bruce Lee (Dragon: The Bruce Lee Story), regia di Rob Cohen (1993)
- Street Fighter - Sfida finale (Street Fighter), regia di Steven E. de Souza (1994)
- Colpi proibiti 2 (Bloodsport 2), regia di Alan Mehrez (1996)
- La prova (The Quest), regia di Jean-Claude Van Damme (1996)
- Tiger Claws II, regia di J. Stephen Maunder (1996)
- Last to Surrender, regia di David Mitchell (1999)